# Asiatiska U23-mästerskapet i fotboll
Asiatiska U23-mästerskapet i fotboll eller AFC U-23 Asian Cup är en fotbollsturnering för asiatiska U23-herrlandslag som hålls vartannat år. Mästerskapet anordnas av det asiatiska fotbollsförbundet AFC. 
Första upplagan arrangerades 2013 under namnet Asiatiska U22-mästerskapet i fotboll men blev inför den andra upplagan ett U23-mästerskap för att fungera som ett kval till olympiska sommarspelen.

## Resultat
| 1 | 2013 | Oman         | Irak         | 1–0        | Saudiarabien | Jordanien  | 0–0 (e.f.) (3–2 str.) | Sydkorea   |
| 2 | 2016 | Qatar        | Japan        | 3–2        | Sydkorea     | Irak       | 2–1 (e.f.)            | Qatar      |
| 3 | 2018 | Kina         | Uzbekistan   | 2–1 (e.f.) | Vietnam      | Qatar      | 1–0                   | Sydkorea   |
| 4 | 2020 | Thailand     | Sydkorea     | 1–0 (e.f.) | Saudiarabien | Australien | 1–0                   | Uzbekistan |
| 5 | 2022 | Uzbekistan   | Saudiarabien | 2–0        | Uzbekistan   | Japan      | 3–0                   | Australien |
| 6 | 2024 | Qatar        |              |            |              |            |                       |            |
| 7 | 2026 | Saudiarabien |              |            |              |            |                       |            |